# Georg Guggemos
Temple de la renommée Allemagne :
Georg Guggemos (né le 9 janvier 1927 à Füssen) est un joueur professionnel allemand de hockey sur glace.

## Carrière
Il commence en 1948 au EV Füssen et est notamment champion en 1949 et de 1953 à 1959.
Guggemos a 25 sélections dans l'équipe nationale, participe aux Jeux olympiques de 1952 et au Championnat du monde 1953.

## Source de traduction
- (de) Cet article est partiellement ou en totalité issu de l’article de Wikipédia en allemand intitulé « Georg Guggemos » (voir la liste des auteurs).